# Aubanha
Aubanha (nom occità) (en francès Aubagne) és un municipi francès situat al departament de les Boques del Roine i a la regió de Provença – Alps – Costa Blava. L'any 2005 tenia 42.900 habitants.

## Demografia
| Evolució de la població |       |       |       |       |       |       |       |       |
| 1793                    | 1800  | 1806  | 1821  | 1831  | 1836  | 1841  | 1846  | 1851  |
| 7 230                   | 5 610 | 6 620 | 6 122 | 6 349 | 6 481 | 6 208 | 6 131 | 6 482 |

| 1856  | 1861  | 1866  | 1872  | 1876  | 1881  | 1886  | 1891  | 1896  |
| ----- | ----- | ----- | ----- | ----- | ----- | ----- | ----- | ----- |
| 6 765 | 7 232 | 7 408 | 7 658 | 8 027 | 7 885 | 8 239 | 8 154 | 8 400 |

| 1901  | 1906  | 1911  | 1921   | 1926   | 1931   | 1936   | 1946   | 1954   |
| ----- | ----- | ----- | ------ | ------ | ------ | ------ | ------ | ------ |
| 8 724 | 9 614 | 9 744 | 10 271 | 11 707 | 13 085 | 13 949 | 16 061 | 17 639 |

| 1962   | 1968   | 1975   | 1982   | 1990   | 1999   | 2006 | 2011 | 2016 |
| ------ | ------ | ------ | ------ | ------ | ------ | ---- | ---- | ---- |
| 21 211 | 27 938 | 33 595 | 38 561 | 41 100 | 42 588 | -    | -    | -    |

| 2019 | - | - | - | - | - | - | - | - |
| ---- | - | - | - | - | - | - | - | - |
| -    | - | - | - | - | - | - | - | - |

## Administració
| Període   | Identitat       | Partit |
| --------- | --------------- | ------ |
| 1953-1959 | Marius Boyer    |        |
| 1959-1965 | Yves Chouquet   |        |
| 1965-1986 | Edmond Garcin   | PCF    |
| 1986-2002 | Jean Tardito    | PCF    |
| 2002-     | Daniel Fontaine | PCF    |

## Personatges Famosos
- Alain Bernard nedador, guanyor de tres medalles olimpiques.
- Marcel Pagnol, director de cinema